# Park Świętojański w Radomsku
Park Świętojański – park w Radomsku w woj. łódzkim. Park zaprojektowany w okresie dwudziestolecia międzywojennego przez Franciszka Szaniora, znanego polskiego ogrodnika.
Przez park przepływa rzeka Radomka dzieląca go na większą i mniejszą część parku. Od strony zachodniej istnieje staw z dwoma wysepkami.
W 2016 roku część park przeszedł pierwszy etap rewitalizacji - odnowiona została zachodnia część parku. Dokonano wycinki drzew i krzewów oraz posadzono nowe rośliny, przeprowadzono remont niecki stawu i skarp, wykonano nową instalację oświetleniową, wodociągową i nawadniającą. Pojawiły się nowe obiekty: trejaż i altana na wyspie, trzy nowe nakładki na rzece Radomce oraz opatrzone logotypem miasta ławki i kosze. Wymieniono ogrodzenie. Wyremontowany został również pomnik św. Jana Nepomucena.
Wojewódzki Konserwator Zabytków w Łodzi wpisał park do rejestru zabytków województwa łódzkiego pod numerem rejestru A/147 miejski Park Krajobrazowy „Świętojański”.

## Przyroda
W parku znajduje się wiele gatunków drzew m.in.: jesiony wyniosłe, lipy drobnolistne i krymskie, korkowce amurskie i dęby czerwone.
Na większej wyspie znajduje się ażurowa ptaszarnia.